# Изложба „Нови чланови” (1963)
Изложба „Нови чланови” се одржала у периоду од 23. до 30. марта 1963. године у Уметничком павиљону „Цвијета Зузорић”.

## Излагачи
1. Родољуб Анастасов
2. Никола Антов
3. Миодраг Атанацковић
4. Коста Богдановић
5. Видоје Васић
6. Венија Турински Вучинић
7. Рудолф Габерц
8. Драго Галић
9. Никола Гвозденовић
10. Даринка Ђорђевић
11. Десанка Керечки
12. Божидар Ковачевић
13. Драган Лубарда
14. Бранислав Макеш
15. Вукосава Мијатовић
16. Крстомир Миловановић
17. Витомир Митровић
18. Милосав Младеновић
19. Милија Нешић
20. Љубомир Петровић
21. Љуба Поповић
22. Драган Дада Попоски
23. Борислав Ракић
24. Сава Ракочевић
25. Драган Ћирковић
26. Милан Ћирлић
27. Бранислав Цепењор
28. Кемал Ширбеговић